# Altıgöz Köprüsü
Die Altıgöz Köprüsü (deutsch Altıgöz-Brücke) ist eine Steinbogenbrücke aus der Zeit der Rum-Seldschuken. Sie liegt in der Nähe des Bahnhofs von Afyonkarahisar im Viertel Çetinkaya, nördlich und am Fuße des Cirit-Felsens. Die Brücke überquert einen kleinen Fluss namens Akarçay. Der türkische Name bedeutet „Sechs-Bogen-Brücke“.
Die Bauinschrift der Brücke ist in einer verschlungenen und schwer lesbaren Thuluth-Schrift verfasst. Demnach ließ ein Emir namens Ebû Vefâ İlyas b. Oğuz, der wahrscheinlich zu den Aq Qoyunlu gehörte, die Brücke erbauen. Beim Bau wurden vermutlich Steine aus dem Theater von Prymnessos verwendet. 1209/1210 ließ der Sohn der Erbauers Sipâhsâlâr Ebû Hâmid Hacı Mehmed b. İlyas die Brücke instand setzen. Die Brücke hat eine Länge von 44 m und weist sechs Bögen auf. Die jüngste Restaurierung erfolgte 1985. Dabei wurde die zwischenzeitlich in den Fluss gefallene und anschließend ins Museum verbrachte Inschrifttafel erneut eingebaut.
Eine in einem der Brückenpfeiler verbaute byzantinische Bauinschrift könnte auf eine byzantinische Vorgängerbrücke hinweisen, jedoch auch von einem anderen Bau stammen.